# جرزی کلاب
جرزی کلاب (به انگلیسی: Jersey Club) یک سبک پرانرژی از موسیقی رقص الکترونیک است که در اوایل دهه ۲۰۰۰ میلادی در ایالت نیوجرسی آمریکا، به‌ویژه شهر نیوارک، شکل گرفت. این ژانر با ضرب‌آهنگ‌های بریده‌بریده، بیس قوی، و ریتم‌های تند و هیجانی‌اش شناخته می‌شود و به عنوان یکی از سبک‌های مهم در رقص خیابانی و فرهنگ اینترنتی قرن ۲۱ شناخته می‌شود. 

## خاستگاه و شکل‌گیری
جرزی کلاب از دل سبک Baltimore Club بیرون آمد که پیش‌تر در دهه ۹۰ در بالتیمور رواج داشت. اما تهیه‌کنندگان جوان نیوجرسی نظیر:
- DJ Tameil
- DJ Sliink
- UNIIQU3

این سبک را با خلاقیت‌های محلی، ریتم‌های شکسته‌تر، و استفاده از سمپل‌های صوتی کوتاه و اغلب تکرارشونده بازتعریف کردند. 

## ویژگی‌های موسیقایی
تمپو سریع: بین ۱۳۰ تا ۱۴۰ BPM
درام‌های بریده و syncopated (ضرب‌های ناهم‌زمان و جهشی)
تکرار زیاد صداها و سمپل‌ها (مثلاً تکرار یک کلمه یا جمله تا ایجاد ضرب)
استفاده از FX‌ مثل clap، break، beat drop با تأخیر
فضای شاد، تهاجمی و رقص‌محور با ساختار لوپ‌گونه 

## تأثیر فرهنگی
جرزی کلاب تأثیر زیادی بر رقص خیابانی آمریکا و بعدها فرهنگ TikTok و Vine گذاشت. بسیاری از حرکات رقص‌هایی که امروز در اینترنت وایرال می‌شوند، ریشه در موزیک‌های Jersey Club دارند. 
همچنین هنرمندان پاپ و هیپ‌هاپ نظیر:
- Drake
- Doja Cat
- Lil Uzi Vert
- Coi Leray

در سال‌های اخیر از عناصر Jersey Club در تولیدات خود استفاده کرده‌اند، باعث شد این ژانر از فضای محلی به صحنه‌ی جهانی منتقل شود. 

## بازگشت و رشد در دهه ۲۰۲۰
از سال ۲۰۲۰ به بعد، با رشد پلتفرم‌هایی مانند TikTok و Reels، Jersey Club دوباره زنده شد. تولیدکنندگان جوان با افزودن المنت‌های trap، hyperpop یا house به Jersey Club، سبکی تلفیقی پدید آوردند که به آن Club Fusion یا Future Club نیز گفته می‌شود. 

## جمع‌بندی
جرزی کلاب صدای خیابان‌های نیوجرسی است؛ سبکی که از پارتی‌های زیرزمینی شروع شد و حالا در موزیک‌های پاپ جریان دارد. این ژانر، نمادی از خلاقیت جوان، انرژی انفجاری و فرهنگ رقص دیجیتال است.
1. ↑  "The endless evolution of Jersey club". DJ Mag (به انگلیسی). 2022-10-12. Retrieved 2025-07-13.
2. ↑  Berner، Anton (۲۰۲۴-۰۵-۰۸). «The Story Behind Jersey Club Music and Its Popularity Today». Soundtrap Blog (به انگلیسی). دریافت‌شده در ۲۰۲۵-۰۷-۱۳.
3. ↑  Beame، Abe (۲۰۲۳-۰۶-۱۲). «How Jersey Club Music Became the Blueprint for Your Favorite Hip-Hop Songs Right Now». GQ (به انگلیسی). دریافت‌شده در ۲۰۲۵-۰۷-۱۳.
4. ↑  "Genre Deep Dive: Jersey Club is more than a TikTok trend - The Eagle". www.theeagleonline.com (به انگلیسی). Retrieved 2025-07-13.
5. ↑  "A deep dive into Jersey club music". The Tufts Daily (به انگلیسی). Retrieved 2025-07-13.
6. ↑  «The Rise of Jersey Club». MUSE Magazine (به انگلیسی). دریافت‌شده در ۲۰۲۵-۰۷-۱۳.